# Чирков, Семён Андреевич
Семён Андре́евич Чирко́в (21 января [2 февраля] 1847, с. Коркино — 25 декабря [7 января] 1907, Туринск) — Туринский 1-й гильдии купец, чаеторговец, общественный деятель, благотворитель, коллекционер .

## Биография
Родился в селе Коркино Туринского уезда Тобольской губернии, при рождении записан в Коркинской Свято-Троицкой церкви. Был старшим ребёнком в семье.
В 1860 году окончил Туринское уездное училище.
6 февраля 1887 года Семён Андреев женился на Тюменской купеческой дочери Елизавете Николаевой Чмутиной.
В 1893 году Чирков значится купцом 1-й гильдии, торгует чаем, совладелец чаеторговой фирмы «Г. Г. Чирков, Панов и К°» в Ханькоу (Китай).
В 1895 г. Торгово-промышленное товарищество «Преемник Алексея Губкина А. Кузнецов и К°» купила у фирмы «Чирков, Панов и К°» фабрику «Синтай», специализирующуюся на производстве прессованного чая.
Помимо торговли чаем занимался строительным делом, был совладельцем строительной компании фирмы «Литвинов & Чирков и К°», которая была весьма популярна в Ханькоу.
Умер 25 декабря 1906 [7 января 1907] года в Туринске от саркомы. Погребение совершали протоиерей, 7 священников, диакон и 4 псаломщика. Был похоронен в склепе при часовне во имя Великомученика Василиска Свято-Николаевского женского монастыря. Впоследствии часовня была снесена по распоряжению большевистских властей, и прах туринского благотворителя перезахоронили на городском кладбище.
Владел недвижимым имуществом в Туринске, Ханькоу и Харбине, а также капиталом в виде 20 паёв механического завода «В. Грачёв и К°», позднее ставшим Машиностроительным заводом «Красная Пресня» в Москве. Все имущество завещал своей супруге Елизавете Николаевне.

## Семья

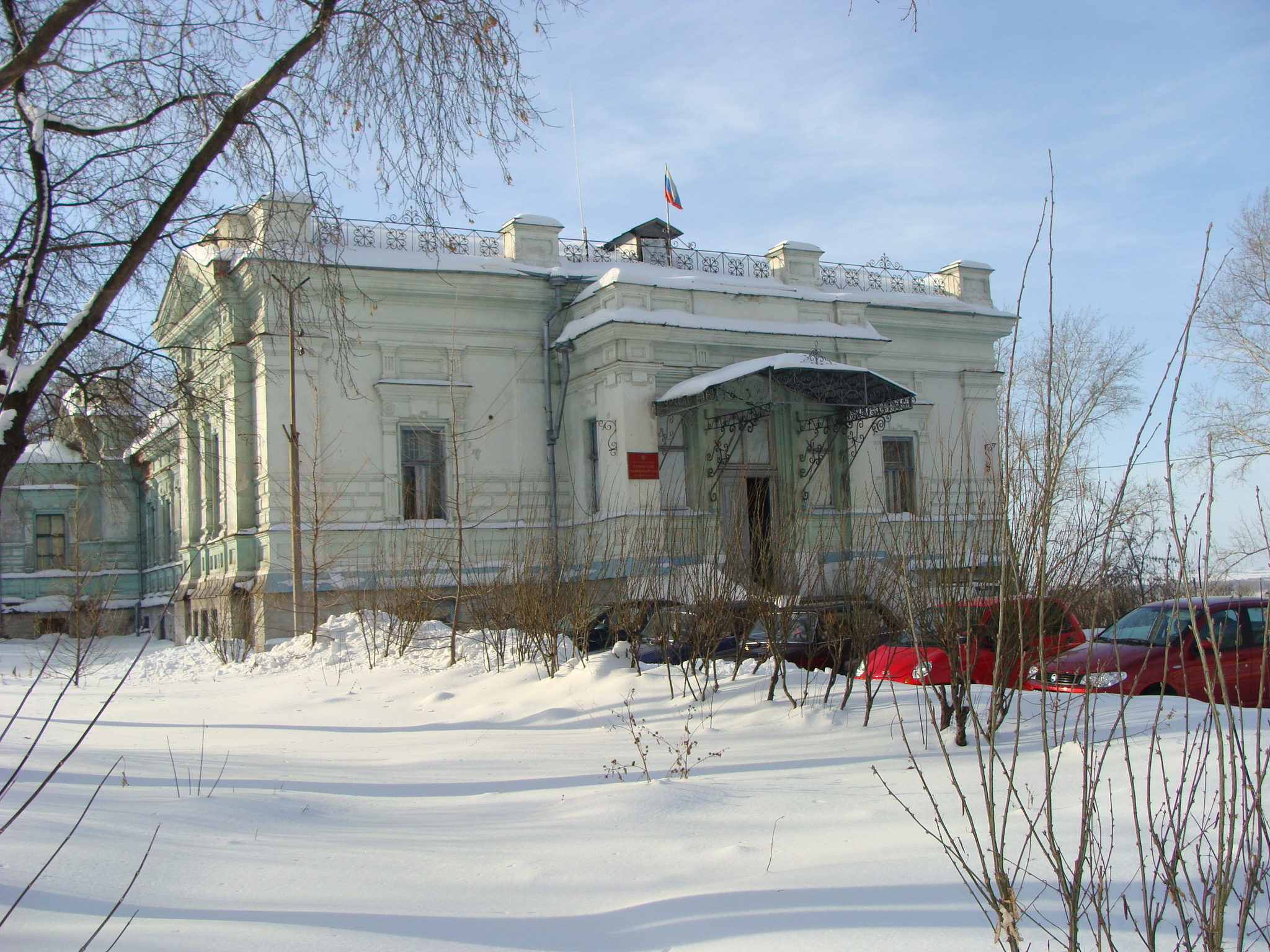
Дом С. А. Чиркова

Жена — Елизавета Николаевна (16.08.1868, Тюмень—1946, Ханькоу)продолжала чайное дело после смерти мужа, щедрая благотворительница, Почетный член Шанхайского Союза военных инвалидов, 2-й муж — Литвинов Семён Васильевич, томский купец 1-й гильдии, владелец чайных фабрик по прессованию чаёв в Ханькоу и Кью-Киане.
Отец — Андрей Григорьев Чирков (1824—после 1868), из туринских мещан, в 1851 году отдан в рекруты.
Мать — Анна Львова Минеева (1815—1896), дочь священника из села Коркино.
Сестры — Мария (1848-?), Александра (1850-?), Глафира (1852-?).

## Здания, построенные С. А. Чирковым

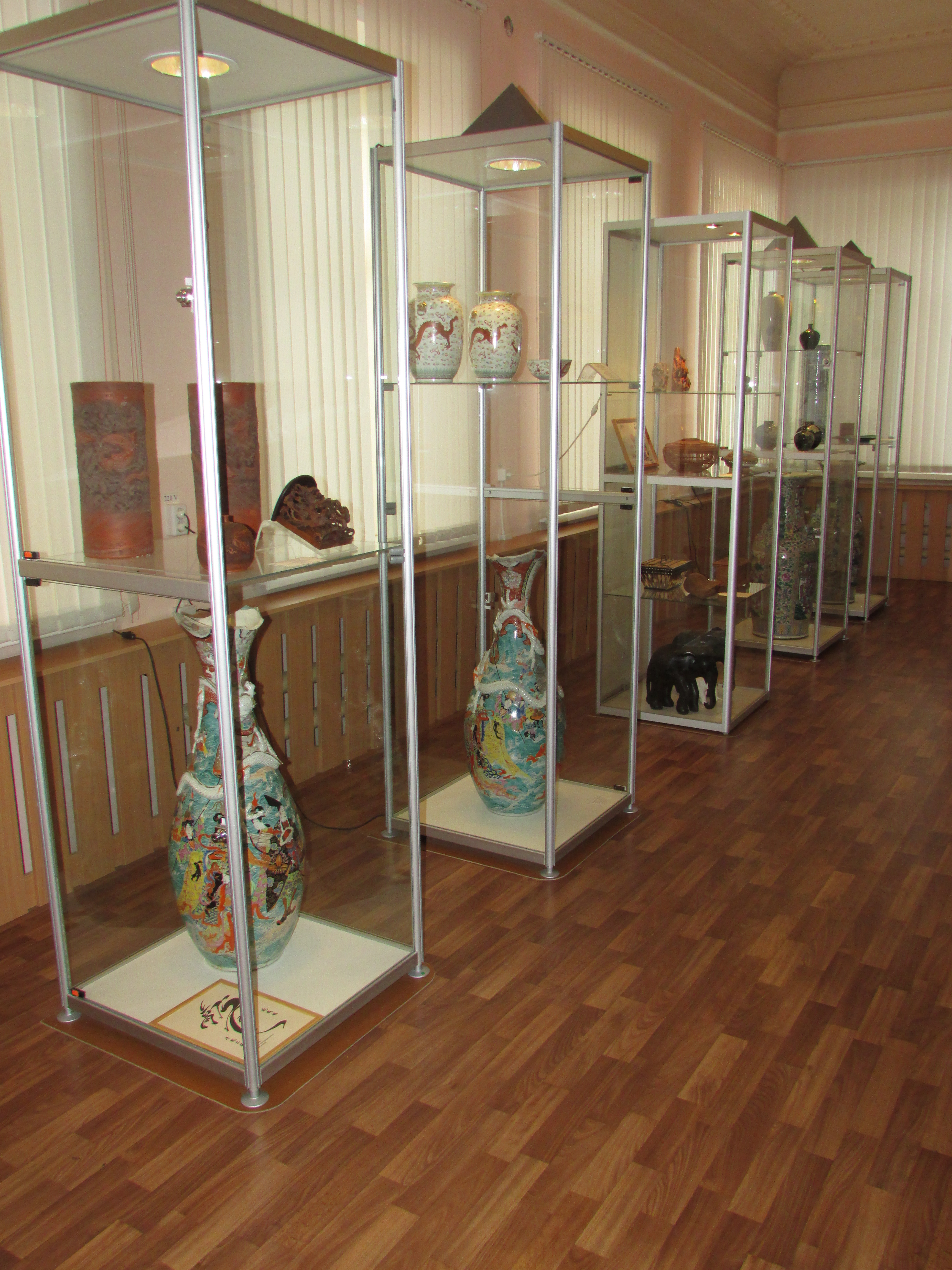
Восточная коллекция в Ирбитском музее

- Здание бывшего Туринского Сретенского четырехклассного городского училища. Построено на рубеже XIX–XX вв. по заказу первого Почетного гражданина города Туринска Чиркова С.А. Объект культурного наследия Свердловской области. Сейчас в здании располагается Туринская школа – интернат, реализующая адаптированные основные общеобразовательные программы (Туринская школа — интернат). В годы Великой Отечественной войны в здании располагался эвакогоспиталь № 3749.[16] Здание признано объектом культурного наследия Свердловской области[17].
- Жилой дом С.А. Чиркова (в настоящее время - Туринский районный суд)
- Здание женской прогимназии (ныне располагается общеобразовательная школа № 4). Здание школы кирпичное двухэтажное, построено на благотворительные средства попечителя С. А. Чиркова, первая в уезде женская прогимназия. В годы Великой Отечественной войны размещалось отделение эвакуационного госпиталя № 3749[18].

## Коллекционер
Прожив много лет в Китае, Семён Чирков, по свидетельству современников, собрал богатую коллекцию китайского искусства. После революции и гражданской войны его имущество было национализировано, а в его доме решением уездного съезда Советов был создан историко-метеорологический музей. В конце 1923 года Туринский уезд был включён в Ирбитский округ Уральской области. В Ирбите, как центре округа, стали воссоздавать свой музей (впервые созданный в 1883 году) и по административному праву перевезли многие туринские экспонаты в город на Нице в Ирбитский историко-этнографический музей.
В коллекции были и буддийские экспонаты.

## Общественные деятельность
- Почётный мировой судья — Округ Тобольского окружного суда. Мировые судьи
- Член комиссии, почётный гражданин (по избранию) — Тюремное управление. Туринское уездное тюремное отделение.
- Член совета, почётный гражданин — Министерство народного просвещения. Туринская женская прогимназия. Попечительский совет.
- Почётный смотритель, почётный блюститель — Дирекция народный училищ. Туринское городское 3-х классное, 1-е и 2-е приходские училища[23].
- Постоянный член совета, почётный гражданин — Ведомство православного исповедания. Туринское уездное отделение Тобольского епархиального училищного совета.
- Председатель правления — Благотворительные учреждения и общества. Общество вспомоществования бедным учащимся в училищах г. Туринска[24].
- Член «Общества для пособия нуждающимся сибирякам и сибирячкам, учащимся в учебных заведения г. Москвы» от Тобольской губернии (1894-1898), от г. Ханькоу в Китае (1898-1900), от г. Туринска (1904-1906)[25].

## Награды
- Государь Император по представлению Святейшего Синода, вследствие ходатайства Его Преосвященства, Всемилостивейше пожаловал в 18 день февраля 1883 года за заслуги по духовному ведомству Туринскому купцу 2-й гильдии Семёну Чиркову серебряную медаль на Станиславской ленте[26].
- Звание «Почётный гражданин города Туринска»[27].
- В 1904 году ко дню 28 марта был награжден золотой шейной медалью с надписью " За усердие" на Владимирской ленте[28].